# Thank God, It’s Doomsday
«Thank God, It’s Doomsday» (рус. Слава богу, это конец света) — девятнадцатый эпизод шестнадцатого сезона мультсериала «Симпсоны». Премьера эпизода состоялась 8 мая 2005 года.

## Сюжет
Скрываясь от плохой стрижки и от фотографирования одноклассниками, Барт и Лиза берут Гомера в кинозал. Они смотрят фильм «Брошенные Внизу». Гомер после просмотра фильма о Судном Дне опасается, что Судный день идет. Мардж рассказывает Гомеру, что Судный день не начался бы без предупреждения о нём (и Лиза соглашается, говоря, что мир может закончиться через 100 лет или от глобального потепления, но не из-за Судного Дня).
На следующий день, когда Гомер едет в своей машине, он видит дьявола (на самом деле внутри человек в рекламном костюме) и кровь, падающую с неба (на самом деле кровь из раненых китов, свисающих с вертолета), который он принимает в качестве признаков того, что Судный День идёт. Он использует бессмысленную нумерологию для вычисления даты и времени Судного Дня, считая, что он будет ровно через неделю.
Он ходит по Спрингфилду и предсказывает, что звезды спадут с неба, Кент Брокман снимает репортаж о поступке Гомера, и они действительно падают, когда дирижабль Красти терпит аварию во время прямого эфира. Это заставляет многих жителей Спрингфилда полагать, что Гомер предсказывает правду, что в 3:15 вечера 18 мая Апокалипсис наступит, и Гомер просит всех следовать за ним на Столовую Гору. Однако в предсказанное время начала Апокалипсиса час проходит без инцидентов, и все жители Спрингфилда идут домой. Все они разозлены на Гомера, в частности Мо, который переделал свою Таверну в японский Суши-бар. Гомер идёт домой и начинает выбрасывать книги, которые он купил, но вдруг понимает, что он сделал ошибку в своих расчётах: было тринадцать человек во время Тайной Вечери, а не двенадцать. Его новый прогноз попал на 3:15 утра 19 мая, но поскольку он не может убедить его семью пойти с ним снова, он возвращается к Столовой Горе в одиночку. Когда ничего не происходит, сначала он думает, что он ошибся снова, но в следующий момент он становится голым и плавающим в пространстве.
Гомер попадает в Рай, где гид даёт ему одежду, несмотря на то, что Гомеру комфортно быть голым (по словам гида, потому что «это рай для всех»). Они летят недалеко от таких сооружений на небесах, как водные горки, которые откроются через год (потому что, по словам гида, не надо брать на работу эльфов, потому что они будут долго строить сооружения). Гид сообщает Гомеру, что все его желания в Раю сбываются тут же, поэтому он желает, чтобы голова гида разорвалась, в результате чего гид даёт Гомеру комнату рядом с детским бассейном.
Так как его семья не следовала за ним на Столовую Гору, он спрашивает, может ли он увидеть их на большом экране телевизора в своем роскошном номере, на котором Земля на двадцать третьем канале. Показано, что Мардж, Барт, Лиза и Мэгги мучаются от мук на Земле. Он решает побеседовать с Богом о спасении его семьи. Когда Бог отказывается помочь, из-за страдания Иисуса на Земле, Гомер уверяет его, что он сделал Гомера сильным врагом. Гомер начинает вандализировать Рай, пытаясь изменить разум Бога, и его задерживает Бог. Бог, наконец, соглашается отменить Судный День, повернув время вспять (потому что Гомер отмечает «Супермен сделал это»). Бог восклицает Deus Ex Machina. Гомер поздно просыпается на Столовой Горе и воссоединяется с Мардж, Бартом и Лизой. Он подозревает, что все происходящее в Раю был сон, но факт, что его последнее желание было исполнено (Таверна Мо была восстановлена из Суши-бара в Таверну) указывает, что все события в Раю были реальными.

## Культурные отсылки
- Название эпизода — пародия на популярное высказывание «Слава богу, это пятница Thank God, It's Friday».
- Сюжет эпизода в некоторых местах пародирует жизнь Уильяма Миллера.
- Часовой пояс на Небесах может быть UTC+0 или UTC+12 по сравнению с другими часами, на которых помечены Лондон, Нью-Йорк и Токио.
- Когда Бог поворачивает время назад, он восклицает: «Deus ex machina»(в дубляже 2х2 "По щучьему велению", который имеет отношения к сказкам, где ловили волшебную щуку). Это литературный прием используется иронически, поскольку это означает «Бог из машины» и относится к необъяснимым решениям неразрешимых проблем — что и происходит в эпизоде, когда Апокалипсис отменяется.
- Чарли Браун показан в «Симпсонах» в четвёртый раз. Первый раз он был замечен в костюме привидения в эпизоде Treehouse of Horror II; второй раз он появлялся в виде свечи в эпизоде Grade School Confidential, третий раз Барт надевал хэллоуинский костюм с ним в эпизоде Treehouse of Horror XIV.
- Песня, которая играет, когда Гомер выбрасывает его книги по восстанию, — это видоизменённая версия песни «Легко ли быть жестким» группы Three Dog Night из мюзикла «Волосы».
- Название Суши-бара Мо «Суши-бар Токио Ро», очевидно, является отсылкой на Токио Роз.
- Бог сидит на Аэроническом стуле, который сделала корпорация Герман Миллер в городе Зиланд, штат Мичиган.
- Когда Гомер начинает рушить и ломать всё вокруг в раю, видно Леонардо да Винчи и Дина Мартина.
- Музыка, которая играет, когда Гомер попадает в рай, — это песня «Цветочный Дуэт» из оперы Лакме, поставленной Лео Делибом.
- Сцена в конце эпизода, в которой Гомер пьёт пиво в Таверне Мо, — пародия на картину Леонардо да Винчи Тайная вечеря, в которой Гомер занимает положение Иисуса.
- В парикмахерской играет пародия на песню группы Baha Men «Who Let The Dogs Out?».
- Жители Спрингфилда, едущие в автобусе на Столовую гору, поют пародию на песню «99 бутылок пива».